# Martín Tritschler y Córdova
Martín Tritschler y Córdova (San Andrés Chalchicomula, Puebla, 26 de mayo de 1868-Mérida, 15 de noviembre de 1942) fue un arzobispo de Yucatán. Su periodo episcopal se caracterizó por las conflictivas relaciones Iglesia-Estado que lo obligaron al exilio dos veces. Emprendió la construcción y mejoramiento de muchos templos como los de Samahil, Muna, Xanaba, Oxkutzcab y Kinchil. Bajo su gobierno se elevó la Diócesis de Yucatán al rango de arzobispado, por lo que fue su último obispo y primer arzobispo. Gobernó su diócesis por espacio de 42 años y murió siendo el decano del Episcopado Mexicano. En la actualidad (2010), hay iniciativas para su canonización.

## Origen
Su padre, Martin Tritschler, había llegado a México desde Alemania en 1833 tomando la ciudadanía mexicana y recibiendo posteriormente la ciudadanía poblana honorífica por su destacada participación en la guerra con Estados Unidos otorgada por el Congreso del Estado, desde su llegada a México se dedicó a la fabricación de relojes siguiendo el modelo de la Selva Negra, y con el tiempo se hizo famoso como un hombre filántropo y humanitario además de un consagrado alpinista. Su madre Rosa María Córdova y Puig era hermana del canónigo de la Catedral de Puebla Prisciliano José de Córdova quien fue quien lo bautizó y posteriormente lo enviara al Colegio Pio Latino Americano de Roma.
Dos hermanos suyos seguirían también la profesión eclesiástica, Rosa María que perteneciera a la orden de las Siervas del Sagrado Corazón de Jesús y de los Pobres fundado por el padre Yermo y Parres y Guillermo quien fuera el sexto obispo de San Luis Potosí y después el séptimo arzobispo de Monterrey, actualmente en proceso de canonización.

## Estudios
En Chalchicomula recibió su primera educación con las Beneméritas Hermanas de la Caridad de San Vicente de Paul. En 1879 partió para Puebla llamado por su tío Prisciliano Córdova ingresándolo en el Seminario Palafoxiano del que fue rector el mismo Prisciliano Córdova.
En 1881 el novel sacerdote Ramón Ibarra y González dejaba un lugar vacante en Roma correspondiente a la Diócesis de Puebla, y el Obispo Francisco de Paula Verea y González lo promovió para ocupar la mencionada vacante. En 1883 a la edad de 15 años, partió para Roma y ahí se doctoró en Teología y Derecho Canónico. Entre sus condiscípulos se contaron el Cardenal Rafael Merry del Val, José María Caro, Leopoldo Ruiz y Flores, Núñez Orozco y José Juan de Jesús Herrera y Piña.
Lo ordenó de sacerdote el Cardenal Lucido Maria Parocchi, mismo que había consagrado obispo al que fuera después el sumo pontífice Pío X, el 19 de diciembre de 1891 en San Juan de Letrán y al día siguiente celebró su primera misa en la Basílica de Santa María la Mayor asistiendo a ella sus hermanos Guillermo y Alfonso. El 30 de agosto de 1893 emprendió su regreso a México a tiempo para asistir a su padre moribundo, pero antes visitó varias ciudades europeas y en América asistió a la Exposición Mundial Colombina de Chicago. Muerto su padre, el arzobispo de Puebla Francisco Melitón Vargas y Gutiérrez lo designó profesor de Derecho Canónico y Padre espiritual del Seminario, a la muerte de aquel, la sede vacante fue ocupada por Perfecto Amézquita Gutiérrez quien nombra al padre Martín a los cargos de Consiliario para los bienes del Colegio Seminario, Prosecretario de la Mitra y su secretario particular.

## El padre Martín es nombrado obispo

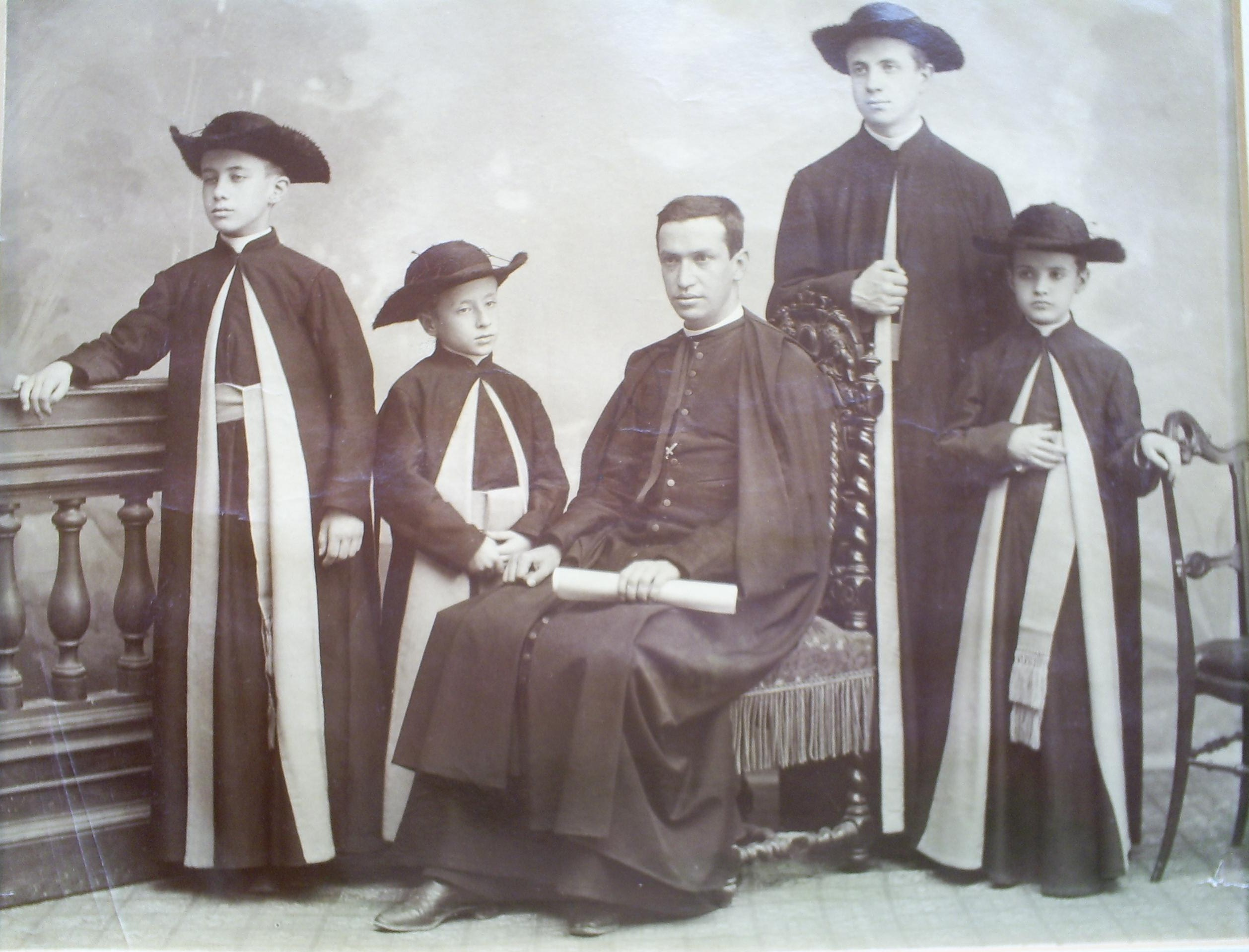
(Sentado) el Vicario capitular de Puebla Ramón Ibarra y González, de izq. a der. los hermanos Tritschler y Córdova: Alfonso, el pequeño Guillermo y el mayor Martín quien ya era un aventajado alumno de la Universidad Gregoriana de Roma. Por último el pequeño Luis de la Maza. Roma el 11 de mayo de 1888.

La sede vacante dejada tras la muerte del Obispo de Yucatán Crescencio Carrillo y Ancona, que gobernó la diócesis de 1887 a 1897, produjo discordias entre el clero regionalista y el español que dilató la sucesión hasta 1900 con la llegada de Martin Tritschler después del fallido nombramiento de José Guadalupe Alva Franco; esta coyuntura representaba para la Santa Sede una oportunidad para fortalecer la autoridad de la jerarquía romana y del papado ante la influencia del Clero local y para contrarrestarlo un egresado de Roma devolvería teóricamente la paz al neutralizar el polarizado ambiente del cabildo eclesiástico. Fue frente a este cisma en el que se encontraba el cabildo de Yucatán que el 28 de julio de 1900 León XIII nombra como nuevo Obispo al padre Tritschler de la diócesis angelopolitana. Antes de partir, se decidió consagrarlo en la Ciudad de México, el 11 de noviembre de 1900, en la Colegiata de la Basílica de Guadalupe, actualmente denominada antigua Basílica de Nuestra Señora de Guadalupe, por el Arzobispo de México Próspero María Alarcón y Sánchez de la Barquera con la concurrencia de varios Obispos entre ellos Ramón Ibarra y González obispo de Chilapa quien más tarde sería el Primer Arzobispo de Puebla y el de Cuernavaca Francisco Plancarte y Navarrete, destacó la presencia a la solemne ceremonia de la Sra. Carmen Romero Rubio de Díaz esposa del presidente de la República.

## Progreso de la Diócesis
Yucatán vivía al comienzo del siglo XX un progreso acelerado gracias al mercado del henequén pero sostenido por la explotación de la mano de obra del campo y en contra de los principios de las Leyes de Reforma, las relaciones Iglesia-Estado pasaban su mejor momento, esta coyuntura fue aprovechada por el nuevo obispo para transformar la diócesis a su cargo, no sin antes emprender un viaje a todos y cada uno de los pueblos y rincones de Yucatán.
En uno de estos viajes cae gravemente enfermo de fiebre amarilla y llegó a encontrarse al borde del sepulcro cuando le fueron administrados los últimos sacramentos el 9 de julio de 1901 pero el proceso natural de la enfermedad, la paciente atención de los doctores, José Peón Contreras, Augusto Molina Solís y Andrés Sáenz de Santa María. hace que lentamente recobre la salud.
Al restablecerse adquiere el antiguo Colegio de San Ildefonso para dedicarlo al Seminario. En 1902 con la elección para gobernador de Olegario Molina, el Estado y la Iglesia entraron en un periodo de intensa y franca colaboración como nunca se había visto antes. Con esta apertura el obispo Tritschler se dio a la tarea de implementar un programa que contemplaba los aspectos político, económico, social y cultural de la diócesis. Comenzó fundando colegios en Mérida, Valladolid, Motul, Maxcanú, Ticul y en otras partes llegando a sumar 42 colegios con un alumnado de 6,500 niños, y para atenderlos los encargo a los padres Maristas y a las religiosas de Jesús María.
Construyó nuevos templos y reconstruyó otros como los destruidos por la guerra de castas que para 1910 sumaban 179 de 97 que conformaba la diócesis antes de su llegada. En solo dos años, de 1903 a 1904, se inauguraron los de Samahil, Muna, Xanaba, Oxkutzcab, y con más precisión la iglesia de Kinchil el 11 de enero de 1906; el 18 de febrero, la de las monjas de Mérida y el 28 de abril el templo parroquial de Acanceh. El 13 de enero de 1907 se consagró la iglesia de la Candelaria de Mérida; el 15 de marzo la reedificación de la iglesia Parroquial de Peto; el 16 de julio, las obras de reparación del templo de Motul. El 4 de febrero de 1908, la iglesia de la Hacienda Tekit; el 9 del mismo mes consagró la iglesia de Lourdes y el 12 de marzo la iglesia de Pisté. En 1909, las iglesias de Chicxulub y la de Calotmul respectivamente.
No hubo en 42 años de gobierno eclesiástico, y durante el periodo de seis Pontífices, una sola iglesia o capilla que por lo menos no recibiera mejoras tanto arquitectónicas como artísticas.

## El nuevo arzobispado de Yucatán

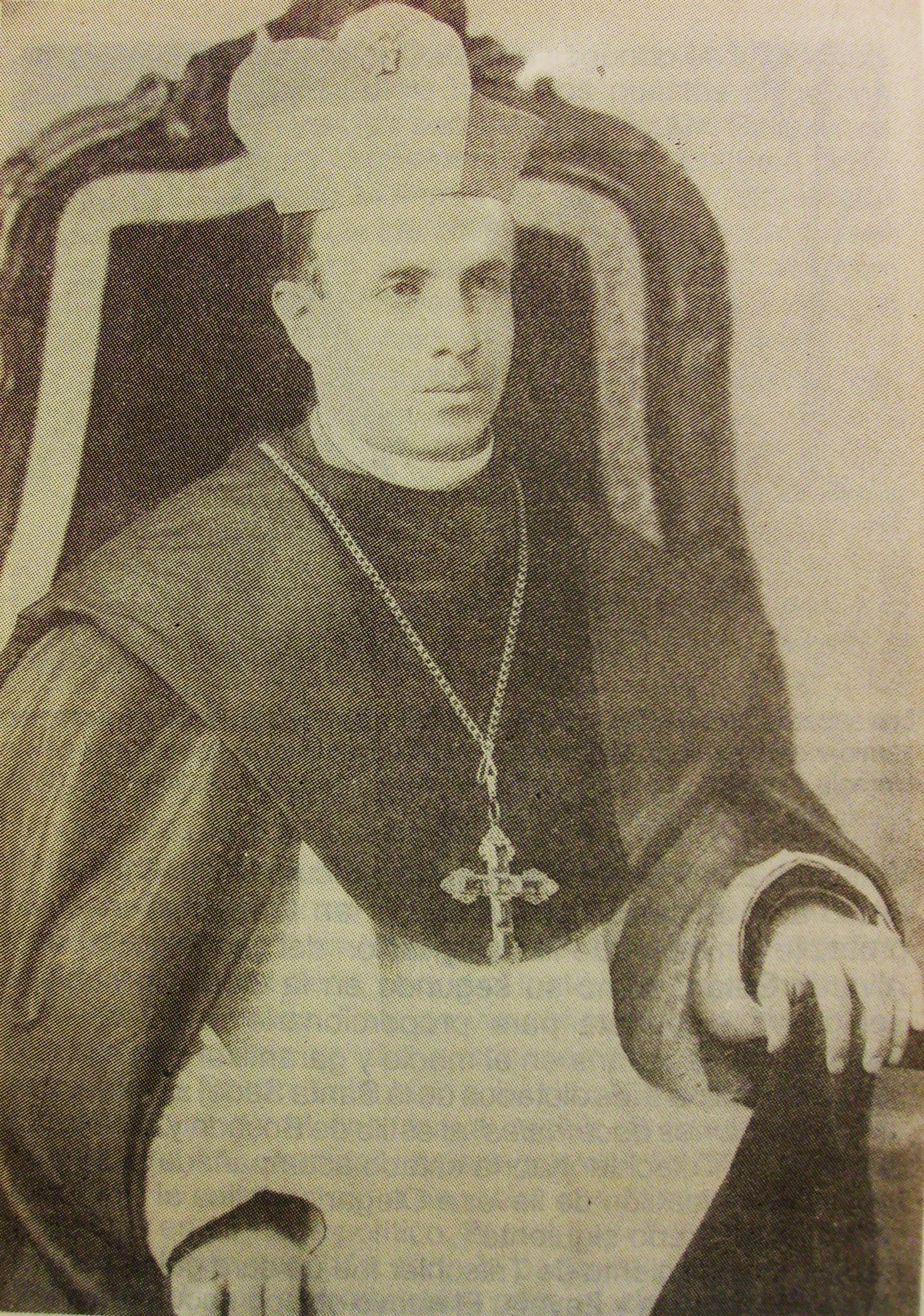
Martín Tritschler y Córdova como nuevo obispo de Yucatán en 1900.

El obispo Tritschler gobernaba una Diócesis muy antigua, una vez asentada la presencia española en la península en el siglo XVI se logró obtener el nombramiento de un obispo, fray Francisco de Toral que inició su ministerio el 15 de agosto de 1562, a partir de ese entonces se sucedieron ininterrumpidamente los obispos de Yucatán, fue hasta el siglo XIX en que el obispo e historiador Crescencio Carrillo y Ancona trató la necesidad y conveniencia de implementar la elevación de la Diócesis en Arquidiócesis, para esto solicitó al Papa León XIII la división de su sede creando las diócesis sufragáneas de Tabasco y Campeche como primer paso para preparar y la erección de Yucatán como Arquidiócesis, este lento proceso comenzó en 1886, hasta 1895 en que el obispo Carrillo y Ancona solicitó formalmente la mencionada elevación, pero pidió al Papa que en este caso no lo hiciera sino hasta después de su muerte la cual aconteció el 19 de marzo de 1897. Sin embargo esto sucedió hasta 1905 cuando conoció del asunto el Delegado Apostólico en México quien dictamino a favor y cursó la solicitud al Arzobispo de Oaxaca Monseñor Eulogio Gillow y Zavalza de enorme influencia en el clero mexicano y a cuya jurisdicción pertenecían como sufragáneas las diócesis de Yucatán, Tabasco y Campeche. Correspondía a este prelado dar su consentimiento porque se trataba de segregar de su jurisdicción a los tres obispados.
El Papa Pio X por bula Quum, Rei Sacrae Procuratio de fecha 11 de noviembre de 1906 eleva la diócesis de Yucatán a Arquidiócesis; como sede metropolitana.
El 6 de marzo de 1907 se recibió en Mérida la bula papal para erigir la nueva provincia eclesiástica, cuyo Arzobispo sería Martín Tritschler y Córdova.  Martín Tritschler implementó reformas entre el clero diocesano y trató de regularizar las prácticas religiosas populares, además apoyó al catolicismo social y estableció una buena relación con el poder político, especialmente con el influyente grupo encabezado por Olegario Molina.

## Exilio en La Habana, Cuba

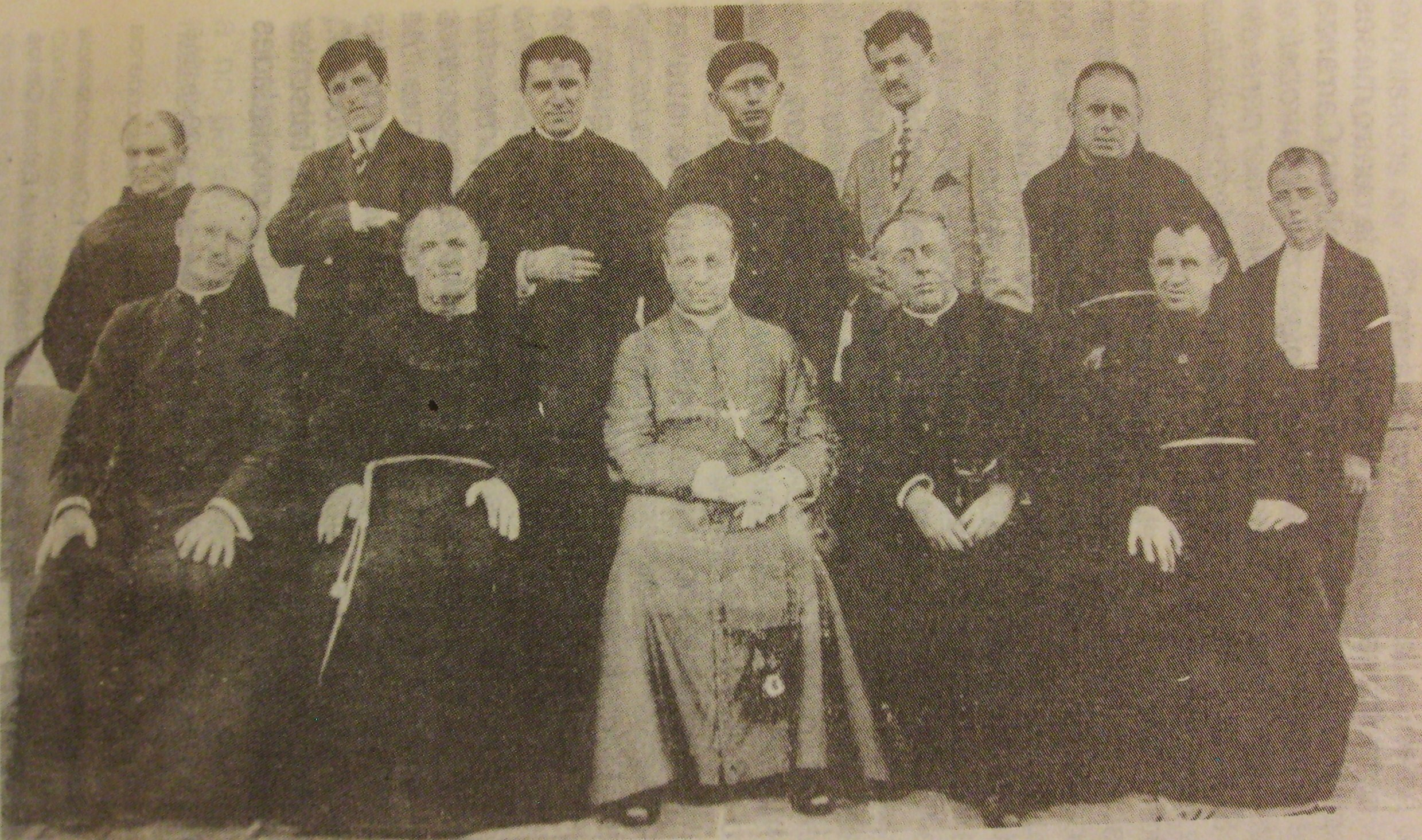
El arzobispo Tritschler en La Habana en 1916, desde donde pedía al gobierno carrancista por la protección de los templos de su diócesis ante el expolio de que eran víctimas.

La Revolución no se hizo patente en Yucatán sino hasta la llegada del carrancismo cuando el gobierno culpó injustificadamente a la Iglesia Católica de haber apoyado al gobierno usurpador de Victoriano Huerta. En agosto de 1914 llegaron noticias alarmantes de la llegada de un comandante militar a Yucatán que implantaría medidas radicales en contra del Clero, rumores de secuestros, ultrajes y matanzas obligaron al arzobispo Tritschler a abandonar el país en compañía de algunos sacerdotes, embarcándose el 23 de agosto de ese año en el vapor americano "La Esperanza" el cual llegó a Cuba el 26 siguiente, también lo hicieron otros obispos desde el puerto de Veracruz con destino a Europa.
Después de instalado el régimen de Eleuterio Ávila se decretó la expulsión de los sacerdotes extranjeros con menos de treinta años de residencia en el Estado afectando a más de 60 clérigos españoles. La rebelión militar del general Abel Ortiz Argumedo, obligó a Carranza a enviar al general Salvador Alvarado para sofocarla, quien además en un afán de desfanatizar al pueblo de Yucatán mandó clausurar colegios y escuelas católicas, a expropiar el Palacio Episcopal, el Seminario de San Pedro y a expulsar a más sacerdotes, permitiendo el asalto y saqueo de la Catedral de Yucatán y de muchos otros templos de la ciudad y del interior con destrucción de obras de gran valor artístico, e imponiendo a los yucatecos un préstamo forzoso de 8 millones de pesos de los cuales $25 000 pesaron sobre el arzobispo Tritschler, dicho de otra forma los atropellos de que fueron objeto iglesia, dogma, sacerdotes y religiosos alcanzaron proporciones humillantes. Ya en Cuba el arzobispo Tritschler fue hospedado por los P.P. Paules Vicentinos en su casa anexa a nuestra Señora de la Merced en la ciudad de La Habana, donde comenzó a pedir prudencia ante el expolio y destrucción de los templos realizado no solo por el ejército constitucionalista sino por algunos yucatecos, como a la Catedral de Yucatán o a la Iglesia de Temax no obstante que se denunciaron los hechos al público nortemericano para pedir que no fuera reconocido ningún país que no permitiera la libertad de cultos. En este ambiente el arzobispo Tritschler celebró sus 23 años de ordenación sacerdotal. Entre tanto, los expatriados eran investigados en sus actividades por la oficina central del servicio secreto mexicano, pues se temía que finaciaran a otros a perturbar el orden en México, en esa lista aparecía el nombre del arzobispo Tritschler. En el lapso de su destierro el arzobispo fundó la Junta de Socorros para mexicanos y vivificó la fe entre los exiliados con actos de culto, y socorrió a los sacerdotes y civiles en el exilio procurándoles acomodo en La Habana. También se dirigió epistolarmente al jefe de la revolución Venustiano Carranza para tratar de evitar la progresiva destrucción y expolio de los bienes de la arquidiócesis que en el caso de Yucatán fue especialmente grave. Finalmente con el cambio de gobierno en 1919 se iniciaron las negociaciones para la apertura de cultos y el regreso del clero a Yucatán, el arzobispo Tritschler lo hizo el 12 de mayo de 1919 en medio del júbilo del pueblo yucateco.

## 1922-1925
El nuevo gobernador de Yucatán de corte abiertamente socialista, Felipe Carrillo Puerto, contestó de una manera descortés a las proposiciones del arzobispo Tritschler sobre una mutua inteligencia para armonizar las relaciones entre el gobierno civil y el eclesiástico. Al año siguiente, 1923, la rebelión delahuertista interrumpió las reformas sociales de Carrillo Puerto y este al no lograr la defensa de Mérida resolvió retirarse no sin antes haber mandado matar a varios personajes entre los que se encontraba el arzobispo Tritschler, a pesar de ello Carrillo fue hecho prisionero y fusilado por las fuerzas delahuertistas, este hecho impidió que se cumplieran sus últimas órdenes.
En el año de 1925 se celebrarían los 25 años del episcopado de monseñor Martín Tritschler, y en este ambiente de mayores libertades para la iglesia y sus funciones, el gobierno del Estado, entonces en manos de José María Iturralde Traconis concedió amplias garantías para los festejos. El obispo de Veracruz Rafael Guízar y Valencia fue uno de los encargados de los preparativos del Jubileo de las Bodas de Plata de monseñor Tritschler.

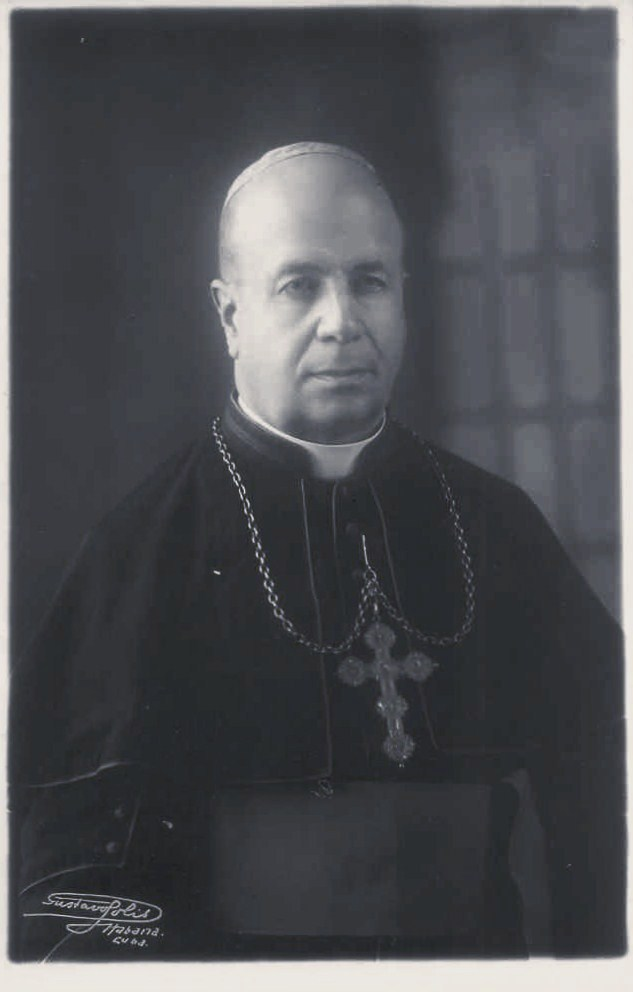
Fotografía del arzobispo Tritschler en su segundo exilio en La Habana, Cuba.

## Segundo destierro de monseñor Tritschler
Al arribo del régimen de Plutarco Elías Calles en 1924 la religión fue nuevamente violentada, el conflicto tenía sus raíces en la Constitución y sus artículos 3° sobre educación y 130° sobre las relaciones Iglesia-Estado. Las posiciones eran irreductibles, la jerarquía católica no admitía los preceptos constitucionales pero sin oponerse, por su parte desde el gobierno, Calles se proponía imponer el cumplimiento estricto de la Constitución. En 1926 fue el año del rompimiento, con una declaración a la prensa sobre las libertades religiosas del arzobispo José Mora y del Río, Calles se indignó y ordenó la inmediata aplicación del artículo 130° en toda la República. Aplicar la ley provocó la clausura de escuelas, la expulsión de sacerdotes extranjeros, interrupción de los servicios religiosos y todo tipo de choques entre los feligreses y las autoridades. En Yucatán, el 22 de febrero de 1926, el gobernador Torre Díaz expulsaba por órdenes recibidas del centro, a todos los sacerdotes españoles y al siguiente día clausuraba los colegios católicos abiertos en 1921.
El 31 de julio cuando la gente se arremolinaba ante los templos, los obispos decidieron suspender los cultos y cerrar las iglesias, por su parte Calles respondía al clero que no había otro camino que someterse a la ley, esta vez, el arzobispo Tritschler permaneció al frente de su feligresía, no obstante insistencias en contrario. Hasta que el 22 de abril de 1927 en que el jefe de la policía Alfredo N. Pierce arresta al arzobispo entregado por Humberto Monforte y lo conduce a la fuerza a la inspección, y después de tres días de cárcel e incomunicado se le embarca en el vapor americano “México” rumbo a La Habana, sin permitirle siquiera comunicarse con las personas que lo despiden al momento de zarpar el vapor. Aunque los obispos deciden no llamar a la rebelión contra el gobierno, la rebelión del pueblo ya había empezado sin su consentimiento. Un sector del pueblo campesino del occidente de México se levantó en armas, siendo su causa la lucha por la apertura de cultos y por defender su religión.
En tanto que el arzobispo Tritschler permanecía en el destierro, el vicario Enrique Pérez Capetillo la dirigía con una arquidiócesis diezmada, con sacerdotes en prisión o en el exilio por el delito de celebrar actos religiosos en las casas particulares; no descansaron las autoridades civiles un momento en perseguir cualquier manifestación de fe católica. Sin organización central, los cristeros, que así se les llaman, practicaron durante tres años una guerra de guerrillas similar a la zapatista y no menos efectiva, una guerra que obligó al gobierno de Calles y en primera instancia, a tolerar el culto en casas particulares. Al fin, los convenios celebrados por el episcopado mexicano y el gobierno del Lic. Emilio Portes Gil, permitieron el retorno de los prelados, el arzobispo Tritschler como decano del episcopado, participó activamente en estas gestiones para buscar un entendimiento con el gobierno, y en compañía del obispo de Campeche Francisco González Arias y del secretario de la mitra Manuel Loria Rosado, salió de la Habana el 24 de junio de 1929 y desembarcó en Progreso el 26 encontrándose con una multitud que invadía las calles de Mérida. Llenaban las personas, puertas, balcones y ventanas y las campanas tocaban a fiesta, llovian flores a su paso con aclamaciones de júbilo y por la noche la ciudad estuvo de fiesta, celebraban el regreso de su arzobispo y el retorno del culto religioso.

## Muerte y sepelio
Antes de morir, el arzobispo Tritschler preparaba desde tiempo atrás un Magno Congreso Eucarístico que debía celebrarse en la tercera semana de diciembre de 1941, sin embargo, en la mañana del domingo 15 de noviembre la campana mayor de Catedral con repiques largos y espaciados anunciaba la sorpresiva muerte del Arzobispo de Yucatán. Dos horas antes de fallecer había pedido que por ningún motivo se interrumpieran los preparativos del Congreso. Tres días consecutivos consagró el pueblo católico de Yucatán a despedir con solemnes actos de culto, oraciones y visitas a su arzobispo, el cortejo fúnebre llegó a alcanzar más de un kilómetro y se calcula que fueron 40 000 las personas que acudieron a su sepelio. El Congreso que en un principio despertó poco interés entre el público católico, se convirtió en un gran movimiento espiritual que ha sido calificado como el más grande acontecimiento histórico, social, patriótico y religiosos en el sureste mexicano, pues del 26 al 29 de noviembre de 1942 se gestó la expresión fervorosa de todo un pueblo, pues como consta en los diarios yucatecos, fueron miles los que acudieron a la Catedral y a los templos para ser partícipes del Sacramento de la Penitencia, las Comuniones y las solemnes Pontificales.

## Sucesos anecdóticos
- En Roma el joven Tritschler gozaba de la amistad del Papa León XIII, quien percibió sus dotes intelectuales y proponía como modelo de estudiante a los Pio latinistas.
- Era invitado por el secretario del Papa León XIII a jugar partidas de ajedrez con el Pontífice que era un gran aficionado a ese deporte.
- El 22 de marzo de 1908, José María Pino Suárez y su amigo el arzobispo Tritschler fundan un club de ajedrez en el histórico edificio El Olimpo de Mérida, según contaba la viuda del exvicepresidente de México, Mariquita Cámara Vales de Pino, el 22 de marzo era una significado de tragedias y alegrías, pues en ese mes nacieron y murieron muchos de su familia, también un 22 de marzo mataron al vicepresidente de México José María Pino Suárez y al presidente Madero.[25]
- El 11 de mayo de 1911 cuando viajaba a Nueva York para de allí embarcarse para Europa, al llegar cerca de Cabo Charles, Virginia, el buque en el que viajaba, el Mérida colisionó con el navío de guerra USS Admiral Farragut, el Mérida naufragó siendo el arzobispo Tritschler y su hermano Guillermo los últimos en abandonar el buque que se hundía, para tomar las lanchas de salvamento.[26]
- Exiliado en Cuba monseñor Tritschler hizo amistad con el también exiliado Federico Gamboa el famoso autor de la novela Santa escrita en 1903, que inspiró la primera película sonora del cine nacional mexicano; debido a la precaria situación del escritor y diplomático en la isla, el arzobispo lo auxilió a cubrir los gastos del sepelio de su esposa.
- Al morir el arzobispo de México Próspero María Alarcón y Sánchez de la Barquera la mitra es propuesta al arzobispo Tritschler y Córdova y la designación es apoyada por el mismo presidente Porfirio Díaz, pero el arzobispo declina el honor aduciendo que era imprescindible continuar como pastor de su iglesia yucateca.

## Trayectoria vital
| - Nace en San Andrés Chalchicomula, Puebla, 26 de mayo de 1868 - Bautizado en la misma ciudad, 27 de mayo de 1868 - Marcha a Roma, 18 de julio de 1883 - Doctorado en Filosofía, 25 de julio de 1887 - Recibe a sus dos hermanos en Roma, abril de 1888 - Doctorado en Teología, 25 de julio de 1891 - Se ordena sacerdote en San Juan de Letrán, 19 de diciembre de 1891 - Su primera misa en la Basílica de Santa María la Mayor, 20 de diciembre de 1891 - Su primera misa cantada, 6 de enero de 1892 - Doctorado en Derecho, 27 de julio de 1893 - Prefecto de San Luis y Congregación Mariana, 1893 - Emprende su regreso a México, 30 de agosto de 1893 - Catedrático del Seminario Palafoxiano, 1894 - Director espiritual del Seminario, 1895 - Prosecretario de la mitra de Puebla, 1897 - Preconizado obispo de Yucatán, 28 de julio de 1900 - Consagrado en la Basílica de Guadalupe, 11 de noviembre de 1900 - Toma posesión de su diócesis, 1 de diciembre de 1900 - Enferma gravemente de fiebre amarilla, julio de 1901 | - Reunión Tritschler-Molina, agosto-septiembre de 1901 - Reconstruye la Catedral, febrero de 1902 - Confiere el diaconado a su hermano, 13 de junio de 1904 - Creación del Boletín Eclesiástico, 8 de diciembre de 1904 - Audiencia con el Papa Pio X, 28 de junio de 1905 - Visita la casa paterna Ebenemooshof, 16 de agosto de 1905 - Fundación del nuevo Seminario, 15 de sept. de 1906 - Se erige la arquidiócesis de Yucatán, 18 de marzo de 1907 - Exilio en La Habana, Cuba, 1914-1919 - Bodas de plata sacerdotales, 20 de diciembre de 1916 - Funda la Junta de socorros para mexicanos, 1916 - Funda la beneficencia sacerdotal, 15 de agosto de 1917 - Bodas de plata episcopales, 10 de noviembre de 1925 - Segundo destierro en La Habana, Cuba, 1927-1929 - Bodas de oro sacerdotales, 19 de diciembre de 1941 - Convocatoria para el Primer Congreso Eucarístico, 5 de abril de 1942 - Fallece en su residencia arzobispal, 15 de noviembre de 1942 - Primer Congreso Eucarístico Diocesano de Yucatán, 26-29 de nov. De 1942 |

| Predecesor: Primero en el cargo                   | Arzobispo de Yucatán 1906 - 1942 | Sucesor: Fernando Ruiz y Solózarno |
| Predecesor: José Guadalupe de Jésus Alba y Franco | Obispo de Yucatán 1900 - 1906    | Sucesor: Último en el cargo        |